# Antônio Ballester
Antônio Ballester (em catalão:  Antoni Ballester) foi um nobre valenciano da Grécia e prelado da Igreja Católica, servindo como Arcebispo de Atenas, e posteriormente de Cagliari.
Antônio pertencia a uma influente família valenciana, provavelmente estabelecida em Tebas desde os primórdios das incursões da Companhia Catalã e politicamente ascendida no Ducado de Atenas, família esta que manteve sucessão ainda na Catalunha, da qual nasceu Paulo de Ballester-Convallier. Entrou para a Ordem dos Frades Menores, e foi feito vigário-geral do Patriarcado Latino de Constantinopla por Urbano VI, e posteriormente nomeado Arcebispo de Atenas. Durante seu governo, teve conflitos com o Patriarca Latino Paulo Tágaris pelas interferências do mesmo em sua diocese, provavelmente o denunciando como impostor em momento posterior, resultando na fuga do Patriarca.
Refugiou-se na Catalunha após a conquista de Atenas por Nério I Acciaiuoli em 1388. Em 1399 coroou Rei Martim em Saragoça. Em 1403, foi nomeado Arcebispo de Cagliari, e posteriormente teve destaque diplomático entre a Catalunha e a Sardenha: negociou a paz com os sardos de Brancaleone Doria em 1404, 1405 (com Joan de Vallterra) e 1406; em 1408 regressou à ilha com reforços, e em 1410 participou na luta contra os sardos; em 1411 pediu reforços ao parlamento catalão em nome do governador da Sardenha.